# Marguerite Long

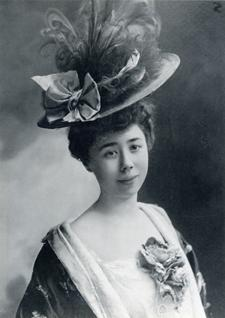
Marguerite Long omstreeks 1900

Marguerite Long (Nîmes, 13 november 1874 - Parijs, 13 februari 1966) was een Franse pianiste. Zij was gehuwd met de Franse musicoloog Joseph de Marliave (1873-1914).
Zij was een pianovirtuoze die nauw samenwerkte met Franse componisten, onder wie Claude Debussy, Gabriel Fauré en Maurice Ravel. In Parijs was zij pianodocente van onder anderen Ingrid Haebler, Germaine Thyssens-Valentin en de jonge Daniël Wayenberg.
Op haar naam stond het internationale solistenconcours Marguerite Long – Jacques Thibaud, vanaf 1943 te Parijs.
- Biblioteca Nacional de España: XX1316255
- Bibliothèque nationale de France: cb123920814 (data)
- CiNii: DA01756148
- Gemeinsame Normdatei: 119253887
- International Standard Name Identifier: 0000 0001 1044 5036
- Library of Congress Control Number: n81019602
- Nationale Bibliotheek van Letland: 000256129
- Base Léonore: 19800035/695/79470
- MusicBrainz: ccc6d27d-1d18-477e-8e99-5085cb8ac7d7
- Bibliotheek van het Japanse parlement: 00447989
- Nationale Bibliotheek van Tsjechië: xx0151321
- Nationale Bibliotheek van Israël: 987007272314105171
- Nationale Bibliotheek van Polen: a0000001628676
- Nederlandse Thesaurus van Auteursnamen: 075062569
- SNAC: w6kk9pn5
- Système universitaire de documentation: 032658346
- Virtual International Authority File: 22224600
- WorldCat: E39PBJB8q8XTwR3dTwwjKmJxDq